# Супонев, Фёдор Васильевич
Филипп Васильевич Супонев (20 октября 1927, Лебяжье, Воронежская губерния — 1985) — советский скульптор.

## Биография
В 1957 году окончил Ленинградское высшее художественно-промышленное училище им. В. И. Мухиной (ныне Санкт-Петербургская художественно-промышленная академия имени А. Л. Штиглица) по специальности архитектурно-декоративная скульптура.
Жил и творил в Курске. В начале 1960-х годов курские скульпторы Ф. В. Супонев и Т. Н. Прохорчук совместно с архитекторами М. Л. Теплицким и В. П. Семинихиным работали над проектом памятника в честь победы советских войск на Северном фасе Курской дуги. Место для монумента было отведено на автомагистрали Москва-Симферополь недалеко от районного центра Верхний Любаж.
Член Союза художников РСФСР. Участник выставок.

## Творчество
Автор монументов.
- памятника участникам Курской битвы, сапёрам 1-й гвардейской минно-инженерной бригады, отразившим 7-12 июля 1943 г. все атаки вражеских танков в районе пос. Поныри Курской области (архитектор Д. И. Гаркуша),
- памятника героям-артиллеристам 3-й гвардейской истребительно-противотанковой бригады на Тепловских высотах у с. Самодуровка (с 1959 — с. Игишево) Поныровского района Курской области (архитектор М. Л. Теплицкий, 1968)
- многих скульптурных портретов, в том числе, бюста Л. Толстого для интерьера Дома книги (Курск, ул. Ленина, 11).